# Jacotella frondeus
Jacotella frondeus är en kvalsterart som först beskrevs av Kulijev 1979.  Jacotella frondeus ingår i släktet Jacotella och familjen Gymnodamaeidae. Inga underarter finns listade i Catalogue of Life.